# ۱۷۲۹ (عدد)
۱۷۲۹ عدد طبیعی بعد از ۱۷۲۸ و قبل از ۱۷۳۰ می‌باشد. این عدد به عدد هاردی–رامانوجان معروف است.

وقتی سرینیواسا رامانوجان ریاضیدان هندوستانی در بیمارستانی در انگلستان بستری بود، جی.اچ. هاردی ریاضیدان انگلیسی به ملاقات وی رفت. او بخشی از این ماجرا را این‌گونه تعریف می‌کند:
به یاد می‌آورم وقتی که بیمار شده بود می‌خواستم برای ملاقاتش به پاتنی بروم. تاکسی‌ای با شماره پلاک ۱۷۲۹ که عدد جالبی به نظر نمی‌رسید من را به آنجا رساند، و من امیدوار بودم که این یک عدد بدشگون نباشد. رامانوجان بعد از شنیدن ماجرا پاسخ داد «نه، اتفاقاً این عدد خیلی جالب است، زیرا کوچکترین عددی است که می‌توان آن را به دو روش به صورت مجموع دو مکعب کامل نوشت».
این دو روش به این شرح است:
1729 = 13 + 123 = 93 + 103
این عبارت با مکعب‌های مثبت بیان شده. با استفاده از مکعب‌های منفی کامل (مکعب عدد منفی) کوچکترین عددی که به‌دست می‌آید ۹۱ است (که مقسوم علیه ۱۷۲۹ است):
91 = 63 + (−5)3 = 43 + 33
به کوچک‌ترین اعدادی که می‌توان آن‌ها را به چند روش به صورت مجموع دو مکعب نوشت «اعداد تاکسی» می‌گویند. این نوع عدد قبل از آن ماجرا در یکی از دستنوشته‌های رامانوجان بوده، همچنین فرانکل بسی نیز در ۱۶۵۷م به آن اشاره کرده‌است.
بر مبنای همین تعریف عدد ۱۷۲۹ اولین عدد در دنباله نزدیکی فرما (A050794 در OEIS) است که با فرم 1 + z3 تعریف می‌شود و همچنین می‌توان آن را به صورت مجموع دو مکعب دیگر نوشت.

## ویژگی‌های دیگر
۱۷۲۹ سومین عدد کارمایکل و اولین قدرمطلق شبیه‌ساز اویلر است.
۱۷۲۹ یک عدد زایلس است. این عدد مکعب محور است، مانند یک عدد دوازده ضلع، یک عدد بیست‌وچهار ضلع و هشتادوچهار ضلعی.
در دستگاه اعداد پایه ۱۲، ۱۷۲۹ به صورت ۱۰۰۱ نوشته می‌شود، که از دو طرف تنها دارای تابع متناوب ۶ است.
واقعیت کوچک دیگری نیز دربارهُ ۱۷۲۹ وجود دارد: ۱۷۲۹مین جایگاه در نمایش دهدهی آغاز وقوع اولین توالی در تمام ده‌رقمی‌های بدون تکرار در نمایش ده‌دهی عدد متعالی e است.

ماساهیکو فوجیوارا نشان داد که ۱۷۲۹ یکی از چهار عدد صحیحی است (سه عدد دیگر شامل ۸۱، ۱۴۵۸ و به‌طور قطع ۱ است) که وقتی ارقامش را با هم کنیم، یکی از مقسوم‌علیه‌های عدد به دست می‌آید، که اگز در عکسش ضرب شود، حاصل عدد اصلی می‌شود:
19=1+7+2+9
۱۷۲۹=۹۱×19
کافی است که عکس مجموع‌های ۰یا۱ تا ۱۹ را بررسی کنید.

## جستار های وابسته
عدد تاکسی